# 吉田鳶牡
吉田 鳶牡（よしだ とびお）は、日本の漫画家。主に成人向け漫画を執筆している。旧ペンネームは吉田 トビヲ（よしだ とびお）。

## 作品リスト

### 単行本
1. 『罪と罰の少女』（吉田トビヲ名義 2003年10月15日発行、桃園書房〈TOEN COMICS〉 ISBN 4-8078-3833-4〈ISBN 978-4-80783-833-2〉）
  - 温度差
  - HOME
  - BELL-BOTTOMED TEAR
  - HOOK
  - リフラフ
  - ユメマクラ
  - GUILTY
  - mana
  - フラッシュバック
2. 『お姉ちゃんのナカ』（2016年6月20日発行〈2016年5月27日発売[2]〉、メディアックス〈MDコミックスNEO〉 ISBN 978-4-86201-573-0）
  - 未来を回想しながら水平に落ちてゆく（コミックJSCK VOL.4）
  - 姉の性! 僕の嫉妬。（コミックJSCK VOL.1）
  - 姉の性! 僕の嫉妬。2（コミックJSCK VOL.2）
  - 知佳子 オトメザウルス -前編-（純愛果実 2013年7月号）
  - 知佳子 オトメザウルス -後編-（純愛果実 2013年11月号）
  - お姉ちゃんといっしょ（comicエロ魂 Vol.9）
  - OTOME THE VIRUS（comicエロ魂 Vol.4）
  - OTOME THE VIRUS 2（comicエロ魂 Vol.5）
  - オトメザウルス -時雨-（純愛果実 2013年5月号）
  - オトメザウルス -遥-（純愛果実 2014年1月号）
  - 無邪気と格闘～incest（comicエロ魂 Vol.2）
3. 『お姉ちゃんとの秘めごと 〜挿入（い）れるトコわかる？〜』（2019年5月10日発行〈2019年4月19日発売[3]〉、メディアックス〈MDコミックスNEO〉 ISBN 978-4-86674-577-0）
  - after five years
  - after five years+
  - ポコチンから花粉
  - トナリのとなり 前編
  - トナリのとなり 中編
  - トナリのとなり 後編
  - カスガノシマイ 長女編
  - カスガノシマイ 次女編
  - 戦隊ヒーロー イービルバスター テオリーネ危機一髪（コミックJSCK VOL.8）
  - 戦隊ヒーロー イービルバスターII バスターピンク登場（コミックJSCK VOL.9）
  - おまけのイービルバスター

### 単行本未収録作品
- 吉田トビヲ名義
  - モモコとヨシオ（純愛果実 2011年11月号）
  - モモコとヨシオ episode：2（純愛果実 2012年1月号）
  - モモコとヨシオ episode：3（純愛果実 2012年1月号）
  - トモコR3（純愛果実 2012年3月号）
  - モモコとヨシオ episode：4（純愛果実 2012年9月号）
- 吉田鳶牡名義
  - オトメザウルス（純愛果実 2013年1月号）
  - 我田引水少女（comicエロ魂 Vol.7）
  - 君に伝えるプレリュード（コミックホットミルク 2016年4月号）
  - ちゅーちゅー（コミックJSCK VOL.6）
  - 相性診断（コミックJSCK VOL.7）
  - 妹レビュー 前編（コミックJSCK VOL.10）
  - 妹レビュー 後編（コミックJSCK VOL.11）

### イラスト
- 吉田トビヲ名義
  - 美少女放課後図鑑 Vol.1（純愛果実 2011年5月号）
  - 美少女放課後図鑑 Vol.2（純愛果実 2011年7月号）
  - 美少女放課後図鑑 Vol.3（純愛果実 2011年9月号）
- 吉田鳶牡名義
  - 表紙イラスト、および「極R・妄想劇場」（美少女革命 極 Road Vol.10）
  - 快楽美少女図鑑 061（コミックホットミルク 2015年9月号）